# Claudio Arancibia
Claudio Marcelo Arancibia Campos (* 2. Januar 1984 in Curicó) ist ein ehemaliger chilenischer Fußballspieler auf der Position eines linken Außenverteidigers.

## Karriere
Claudio Arancibia begann seine Profikarriere 2003 bei den Rangers de Talca. Dort spielte er bis Ende 2009, mit einer Leihe zu Deportes Linares in die Tercera A im Jahr 2006. Im Januar 2010 wechselte der Abwehrspieler zu Deportes Antofagasta, wo er bis Juli desselben Jahres spielte. Im Oktober 2010 ging der Spieler nach Spanien, um sich weiter auf seine 2009 beginnende Ausbildung als Sportpsychologe vorzubereiten. Ab Januar 2012 war Arancibia wieder in Chile und lief noch einmal in der Primera B für Naval auf. Danach widmete er sich wieder vollständig seinem Studium. Seit März 2020 lehrt der frühere Profispieler als Dozent an der Universidad Autónoma de Chile.